# Minami-nagaone
Minami-nagaone är en bergstopp i Antarktis. Den ligger i Östantarktis. Norge gör anspråk på området. Toppen på Minami-nagaone är 2 096 meter över havet.
Terrängen runt Minami-nagaone är varierad. Trakten är obefolkad. Det finns inga samhällen i närheten. 